# 拉廷格定理

拉廷格定理将费米液体的粒子密度与其费米面包括的体积联系了起来。

拉廷格定理是凝聚态物理学的电子输运领域的一个具有广泛意义的结论，于1960年由J·M·拉廷格和J·C·沃德提出。 它在电子关联的理论模型中经常出现，如高溫超導體，以及光电效应（金属的费米面可在其中被直接观测到）。

## 定义
拉廷格定理表明，材料费米面所包含的体积和粒子密度呈正相关关系。
虽然该定理是泡利不相容原理对于非相互作用粒子的直接结论，但如果恰当地定义了费米面和粒子密度，在考虑粒子间相互作用时该定理也能成立，即费米面必须根据以下准则被定义：
{\displaystyle G(\omega =0,\,p)\to 0} 或 {\displaystyle \infty ,}
其中 {\displaystyle G} 为自变量为频率和动量的单粒子格林函數。于是，拉廷格定理可变形为以下形式：
{\displaystyle n=2\int _{G(\omega =0,p)>0}{\frac {d^{D}k}{(2\pi )^{D}}}}
其中 {\displaystyle G} 与上面的定义一致，{\displaystyle d^{D}k} 表示在{\displaystyle D}-维{\displaystyle k}-空间的微分体积单元。

## 延伸阅读
- Kiaran B. Dave; Philip W. Phillips; Charles L. Kane. . Physical Review Letters. 2012, 110 (9): 090403. Bibcode:2013PhRvL.110i0403D. PMID 23496693. arXiv:1207.4201 . doi:10.1103/PhysRevLett.110.090403.
- M. Oshikawa. . Physical Review Letters. 2000, 84 (15): 3370–3373. Bibcode:2000PhRvL..84.3370O. PMID 11019092. arXiv:cond-mat/0002392 . doi:10.1103/PhysRevLett.84.3370.
- Mastropietro, Vieri; Mattis, Daniel C. . Series on Directions in Condensed Matter Physics 20. World Scientific. 2013. Bibcode:2013SDCMP..20.....M. ISBN 978-981-4520-71-3. doi:10.1142/8875.
- F. D. M. Haldane. . R. A. Broglia and J. R. Schrieffer  (编). . North-Holland: 5–29. 2005. Bibcode:2005cond.mat..5529H. arXiv:cond-mat/0505529 .